# La Punt Chamues-ch
La Punt Chamues-ch (bis Ende September 2020 offiziell La Punt-Chamues-ch, am Ort selbst aber zuvor schon La Punt Chamues-ch geschrieben, [lɐˌpʊnt tɕamuˈeːʃtɕ]ⓘ, italienisch und bis 1943 offiziell Ponte-Campovasto) ist eine politische Gemeinde im Schweizer Kanton Graubünden. Sie liegt im Oberengadin und gehört zur Region Maloja.

## Geographie

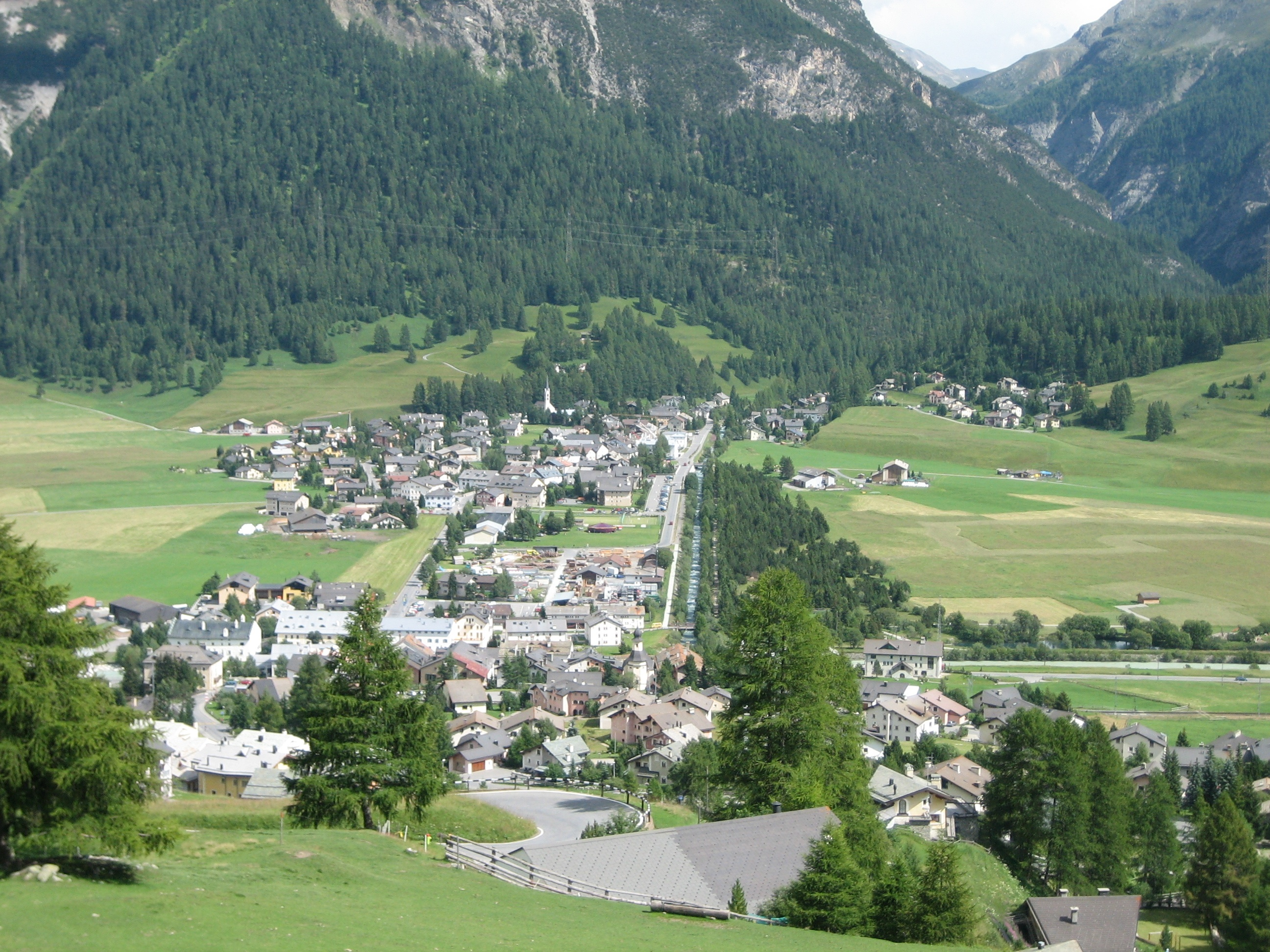
La Punt Chamues-ch

Die Gemeinde La Punt Chamues-ch besteht aus zwei Siedlungskernen, La Punt (1697 m ü. M.) links des Inns (rätoromanisch En) als Verkehrsknotenpunkt und Chamues-ch (1697 m ü. M.) in der Ebene am Ausgang des Tals der Chamuera. Am Fusse des Albulapasses wird bei La Punt die Engadiner Talstrasse und der Inn erreicht. Von hier aus erreicht man flussaufwärts beim Taleinschnitt von Pontresina das Berninamassiv bzw. über Celerina das bekannte St. Moritz. Bei La Punt Chamues-ch fliesst der Bach Ova Chamuera in den Inn. Richtung S-chanf erstreckt sich die Landschaft La Plaiv.

## Geschichte

Chamues-ch mit Piz d’Esan im Hintergrund; Luftbild von Werner Friedli von 1954

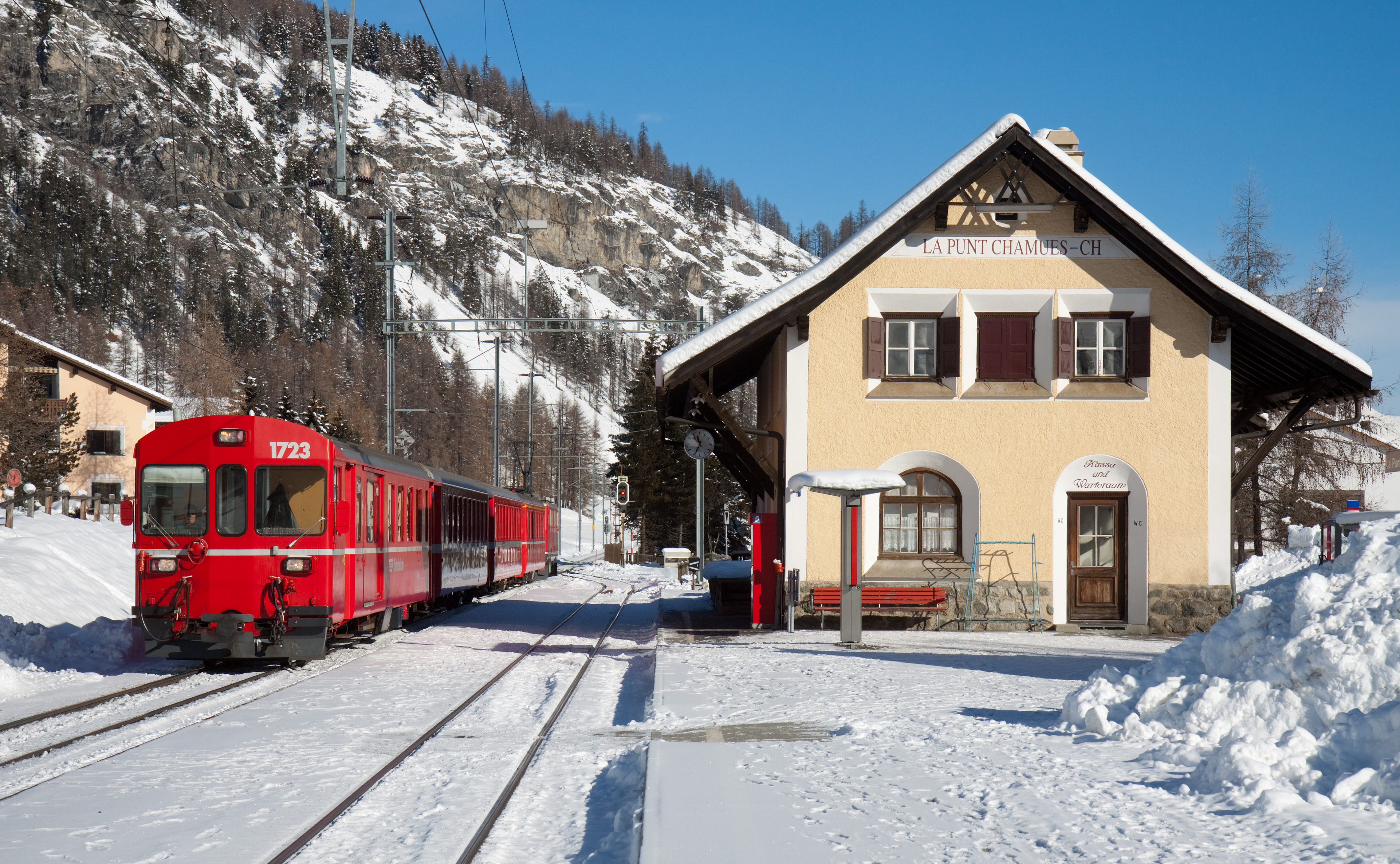
Bahnhof an der Strecke Bever–Scuol-Tarasp mit halbstündlich verkehrendem Regionalzug

Sehr wahrscheinlich ist Chamues-ch der ältere Siedlungsteil. La Punt, lateinisch pons, Akkusativ pontem «Brücke», ist ein sprechender Name. Der Name Chamues-ch ist nicht zu trennen vom Wildbach Chamuera, der als Ableitung von camox «Gemse» mit dem lateinischen Suffix -ārĭa «Gemsenbach, -tal» gedeutet wird. Der Erstbeleg 1137/1139 Campolouasto «Feld das grosse» stammt aus einer Kopie des 15. Jahrhunderts. 1296 wurde La Punt Chamues-ch erwähnt als Cambescasco, 1244 als Ponte, bis 1943 (und ital.) als Ponte-Campovasto.
Vom Mittelalter bis 1851 teilte La Punt Chamues-ch die politische Geschichte des Hochgerichts Oberengadin. 1543 bildete La Punt-Chamues-ch eine Nachbarschaft von Suot Funtauna Merla. 1370 wurde die Kirche S. Andrea in Chamues-ch (mit romanischem Turm) erstmals erwähnt, 1505 erfolgte ein spätgotische Neubau durch Bernardo da Poschiavo. Bei der Kirchenrenovation von 1981 wurden ausgedehnte Mauerreste eines romanischen Vorbaus mit gotischen Malereien gefunden. 1561 wurde die Reformation eingeführt. 1680 folgte der Bau einer barocken Filialkirche in La Punt, die 1974/1975 renoviert wurde. Ab dem 17. Jahrhundert errichtete die Familie Albertini in La Punt Herrschaftshäuser. 1566, 1772 und 1843 wurde La Punt Chamues-ch von Überschwemmungen und 1803 von einer Feuersbrunst teilweise zerstört.
Neben Säumerei und Landwirtschaft fanden die Einwohner in der früh einsetzenden gewerblichen Auswanderung und in den Söldnerdiensten ein Auskommen. Einen wirtschaftlichen Aufschwung brachte der Waren- und Personenverkehr auf der 1865 errichteten Fahrstrasse über den Albulapass bis zur Eröffnung der Albulabahn 1903 und der Bahnstrecke Bever–Scuol-Tarasp 1913. Nach 1960 fand La Punt Chamues-ch den Anschluss an die Oberengadiner Fremdenindustrie. Zahlreiche Wohnungen und Ferienhäuser entstanden nördlich von Chamues-ch und in La Punt / Arvins. Die beiden Dorfteile wuchsen praktisch zusammen. Seit den 1970er Jahren haben viele Zuzüger und eine grosse Zahl von Wegpendlern (2000 53 %) die Dorfstruktur verändert.

## Wappen
| Wappen von La Punt Chamues-ch | Blasonierung: «In Schwarz auf silbernem (weissem) Schildfuss im Wellenschnitt eine goldene (gelbe) Bogenbrücke überhöht von einer silbernen Glocke mit Andreaskreuz»                                                                   |
| Wappen von La Punt Chamues-ch | Die Brücke als redender Bestandteil des Wappens und Sinnbild für die Verbindung beider Gemeindeteile über den Inn hinweg ist verbunden mit der Glocke als Hinweis auf den Patron der Pfarrkirche von Chamues-ch, den heiligen Andreas. |

## Bevölkerung
| Bevölkerungsentwicklung | Bevölkerungsentwicklung | Bevölkerungsentwicklung | Bevölkerungsentwicklung | Bevölkerungsentwicklung | Bevölkerungsentwicklung | Bevölkerungsentwicklung | Bevölkerungsentwicklung | Bevölkerungsentwicklung | Bevölkerungsentwicklung | Bevölkerungsentwicklung |
| ----------------------- | ----------------------- | ----------------------- | ----------------------- | ----------------------- | ----------------------- | ----------------------- | ----------------------- | ----------------------- | ----------------------- | ----------------------- |
| Jahr                    | 1850                    | 1870                    | 1900                    | 1950                    | 2000                    | 2005                    | 2010                    | 2012                    | 2014                    | 2020                    |
| Einwohner               | 232                     | 289                     | 245                     | 223                     | 660                     | 694                     | 748                     | 759                     | 752                     | 686                     |

### Sprachen
Amts- und Schulsprache ist der Oberengadiner Dialekt (Puter) des Rätoromanischen, zusammen mit Deutsch. Bis zum Aufkommen des Fremdenverkehrs sprachen die Bewohner alle Romanisch. Die Sprache wich bis 1880 stark zurück. Damals gaben noch 71,6 % Romanisch als Muttersprache an. Danach stieg der Anteil bis zur Jahrhundertwende wieder an (1900: 80 %), sank dann aber bis 1910 auf 69 %, ein Wert, der sich bis zum Beginn des Zweiten Weltkriegs nicht mehr änderte (1941: 68 %). Dann setzte bis 1970 ein geringer, seit den 1970er-Jahren starker Rückgang des Romanischen ein. Dennoch konnten sich 1990 noch 48,3 % und im Jahr 2000 47,6 % der Bewohner auf Romanisch verständigen. Die Entwicklung der vergangenen Jahrzehnte zeigt folgende Tabelle:
| Sprachen in La Punt Chamues-ch |                   |                   |                   |                   |                   |                   |
| Sprachen                       | Volkszählung 1980 | Volkszählung 1980 | Volkszählung 1990 | Volkszählung 1990 | Volkszählung 2000 | Volkszählung 2000 |
| Sprachen                       | Anzahl            | Anteil            | Anzahl            | Anteil            | Anzahl            | Anteil            |
| Deutsch                        | 156               | 40,00 %           | 341               | 59,93 %           | 436               | 66,06 %           |
| Rätoromanisch                  | 162               | 41,54 %           | 145               | 25,48 %           | 136               | 20,61 %           |
| Italienisch                    | 39                | 10,00 %           | 52                | 9,14 %            | 51                | 7,73 %            |
| Einwohner                      | 390               | 100 %             | 569               | 100 %             | 660               | 100 %             |

### Religionen und Konfessionen
Philipp Gallicius (1504–1566) wirkte 1524 bis 1526 als Kaplan in La Punt und verbreitete reformatorische Gedanken. Aber erst 1561 wurde in der Gemeinde die Reformation eingeführt, sie ist seitdem mehrheitlich evangelisch.

### Herkunft und Nationalität
Von den 694 (Stand Ende 2005) Einwohnern waren 568 (= 81,84 %) Schweizer Staatsangehörige.

## Persönlichkeiten
- Philipp Gallicius (1504–1566), Theologe, Reformator und Kirchenlieddichter; als Kaplan 1524–1526 in La Punt Chamues-ch
- Johann Flugi (1550–1627), römisch-katholischer Geistlicher, Bischof von Chur
- Johann Flugi von Aspermont (1595–1661), römisch-katholischer Geistlicher, Bischof von Chur
- Familie Albertini
  - Jakob Albertini (* um 1575 in La Punt; † 1624 ebenda), Jurist, entging 1620 dem Veltliner Mord in Tirano.[9]
  - Jakob Ulrich Albertini (1630–1697), Jurist[10]
  - Jakob Ulrich Albertini (1667–1726), Oberst des in spanischen Diensten stehenden Bündnerregiments.[11]
  - Johann Baptist Albertini (1769–1831), Theologe[12]
  - Christoph Albertini (* Februar 1776 in La Punt; † 23. Dezember 1848 in Chur), Präsident des Gotteshausbundes und Bürgermeister von Chur.[13]
  - Jacques Albertini (* 21. März 1861 in La Punt Chamues-ch; †), Jurist, Oberst der Infanterie; Politiker.[14]
  - Gian Marchet Colani (1772–1837), Jäger, Büchsenmacher, Landwirt und Wirt
- Martina Linn, Musikerin[15]

## Sehenswürdigkeiten
Die frühgotische Kirche San Andrea in Chamues-ch ist das klassische Beispiel einer gotischen Gebirgswallfahrtskirche mit einem schlanken weissen Turm und romanischem Portal. Sie zeigt Sgraffito-Motivik auf den Türklopfern und hat ein gotisches Gewölbe. Das Schiff und das Chor tragen Freskomalereien von Bernhard von Puschlav von 1505.
Sehenswert ist auch die 1680 gebaute reformierte Barockkirche in La Punt.
Über den Dörfern steht im nahen Dorf Madulain die Burg Guardaval als ehemalige Talwarte und Zollstation.
Alte Engadinerhäuser wie zum Beispiel das Patrizierhaus der Familie Nereda-Albertini (Chesa Merleda) aus dem 17. Jahrhundert und das Haus Feldscher von 1594 haben sich trotz aller Brände, Naturkatastrophen und moderner Bautätigkeit erhalten.
Architektonisch bedeutsam sind ferner die Albertini-Häuser, das Haus Sandoz, das Wohnhaus Bernardi-Albertini, das Wohnhaus Colani, das Restaurant Chesa Pirani, der Kindergarten (Architekten: Ernst Schmid, Robert Obrist), die Acla Serlas im Val Chamuera und die Chesa Lony, das älteste noch bewohnte Wohnhaus in La Punt Chamues-ch.

## Wirtschaft
In den 2010er-Jahren befand sich der Ort laut dem Gemeindepräsidenten in einer «Abwärtsspirale»: Innert zweier Jahre waren 40 Einwohner weggezogen. Der Kanton hatte den Ort zuvor als «Ort ohne Entwicklungspotenzial» eingeordnet.

### «Inn Hub»
Im Juli 2020 bewilligten die Stimmbürger deutlich eine Revision der Ortsplanung. Im Dorfzentrum planten drei Investoren um Beat Curti sowie der Architekt Norman Foster seit 2016 ein Zentrum mit Büro- und Seminarräumen sowie einer Begegnungszone. Coworking Spaces sollten eine neue Qualität des Arbeitens ermöglichen und dies möglichst antizyklisch zum Tourismus. Die Firma Microsoft hatte sich schon 2019 zur Nutzung des «Inn Hub» verpflichtet. Beat Curti hatte schon im Jahr 2002 das Hotel «Krone» vor dem Konkurs bewahrt.

### Tourismus
Neben Skischule, Eislauf- und Curlingplatz gibt es eine Langlaufloipe, wo auch Hunde zugelassen sind. Ein elf Kilometer langer Rollerblade-Weg führt von La Punt bis nach S-chanf; auch Fahrrad- und Mountainbike-Fahren ist hier erlaubt. Wanderwege führen nach Acla Serlas, einem Maiensäss in einsamer Lage in der Val Chamuera, erbaut 1827.